# هاريسون فيشر
هاريسون فيشر (بالإنجليزية: Harrison Fisher)‏ هو رسام توضيحي ورسام وفنان أمريكي، ولد في 27 يوليو 1875 في بروكلين في الولايات المتحدة، وتوفي في 19 يناير 1934 في نيويورك في الولايات المتحدة.